# 霍夏恩山
47°4′35″N 12°56′14″E / 47.07639°N 12.93722°E

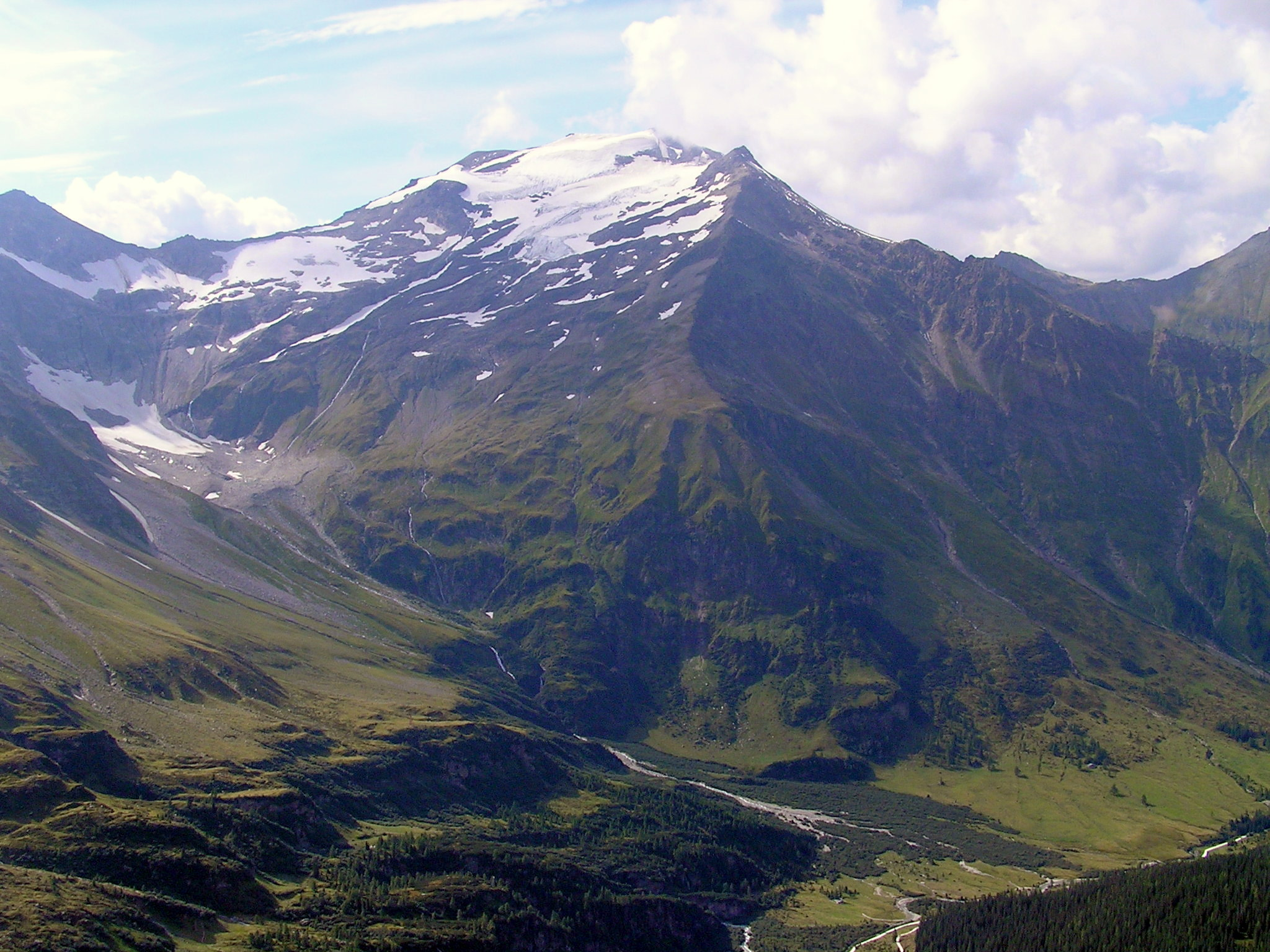

霍夏恩山（德語：Hocharn），是奧地利的山峰，位於該國北部，由薩爾茲堡州負責管轄，屬於高地陶恩山脈的一部分，海拔高度3,254米，每年平均降雨量2,073毫米。